# Бюджетний процес
Бюджетний процес — це регламентована нормами бюджетного права діяльність держави та територіальних громад зі складання, розгляду та затвердження бюджету, його виконання, а також зі складення та затвердження звіту про його виконання.
Бюджетний процес — це встановлений законодавством порядок складання, розгляду, затвердження бюджетів та їх виконання.
Від початку складання бюджету до затвердження звітів про його виконання весь бюджетний процес контролює ВРУ та місцеві органи самоврядування. Згідно із цим перед бюджетним плануванням ставляться такі завдання:
- найбільш повно виявити резерви у галузях народного господарства і спрямувати їх на виконання плану економічного та соціального розвитку;
- забезпечити виконання плану економічного і соціального розвитку необхідними бюджетними коштами з дотриманням оптимальних фінансових пропозицій;
- визначити обсяг доходів за окремими джерелами і загальний обсяг доходів бюджету з урахуванням резервів їх збільшення.

## Бюджетний процес в Україні
Бюджетний кодекс України (ч. 1 ст.19) виділяє 5 стадій бюджетного процесу:
1. складання та розгляд Бюджетної декларації (прогнозу місцевого бюджету) і прийняття рішення щодо них;
2. складання проєктів бюджетів;
3. розгляд проєкту та прийняття закону про Державний бюджет України (рішення про місцевий бюджет);
4. виконання бюджету, включаючи внесення змін до закону про Державний бюджет України (рішення про місцевий бюджет);
5. підготовка та розгляд звіту про виконання бюджету і прийняття рішення щодо нього.

На всіх стадіях бюджетного процесу здійснюється фінансовий контроль і аудит та оцінка ефективності використання бюджетних коштів. Усі стадії бюджетного процесу ґрунтуються на правових засадах, які повинні гарантувати чітке планування, додержання бюджетної дисципліни і постійний контроль за виконанням усіх видатків. Усі стадії бюджетного процесу базуються на одних принципах організації бюджетної діяльності і мають відповідну правову регламентацію.
Основними принципами є такі:
- принцип розподілу повноважень ВРУ ВРАРК, органів державної виконавчої влади, органів місцевого самоврядування означає, що кожному органові, який бере участь у бюджетному процесі, належить певна компетенція, за межі якої він не може виходити. Втручання інших органів в процес складання, затвердження і виконання бюджету не допускається, крім випадків, зазначених у законодавстві.
- принцип реальності включення показників доходів і видатків. Доходи мають включатися до бюджету за джерелами, видатки — за цільовим призначенням.
- принцип гласності. Він полягав у тому, що показники бюджету і звіту про його виконання можуть і повинні оприлюднюватися через засоби масової інформації.
- принцип наочності, означає, що відображання показників бюджету у взаємозв'язку із загальноекономічними показниками в Україні і за її межами відбувається шляхом використання засобів для максимальної інформативності результатів порівняльного аналізу, визначення темпів і пропорцій економічного розвитку;

До учасників бюджетного процесу належать:
1. Верховна Рада України, яка затверджує Основні напрямки бюджетної політики, на основі чого складається проєкт бюджету, розглядає проєкт бюджету та проєкт закону про державний бюджет, затверджує його. На стадії виконання бюджету контролює та вносить зміни, доповнення до Закону про Державний бюджет. На заключній стадії розглядає звіт щодо виконання державного бюджету та, в разі згоди, затверджує його. Верховній Раді України протягом всіх стадій бюджетного процесу допомагають всі її комітети, насамперед профільні, — Комітет з питань бюджету та Комітет з питань фінансової та банківської діяльності.
2. Рахункова палата, до основних функцій якої належать:
- контроль за виконанням законів України та постанов з фінансових питань, що були прийняті ВРУ, за фінансуванням загальнодержавних програм, виконанням державного бюджету України;
- контроль за своєчасним та повним надходженням доходів до державного бюджету, за квартальним розподілом доходів і видатків відповідно до показників, а також за видатками щодо обслуговування внутрішнього та зовнішнього боргу України;
- перевірка в межах компетенції кошторисів видатків, які пов'язані з діяльністю ВРУ, апарата ПУ та КМУ;
- контроль за витрачанням коштів державними бюджетними установами та організаціями, які здійснюють свою діяльність за межами України;
- контроль за використанням коштів державного бюджету та місцевих бюджетів в частині фінансування повноважень місцевих державних адміністрацій та делегованих місцевому самоврядуванню повноважень органів виконавчої влади щодо доходів та видатків (ст. 98 Конституції України, Висновки Конституційного Суду України від 21 грудня 2000 р., № 4-в/2000).

3. Президент України як голова держави відповідно до статей 96, 106 Конституції України, визначає основні напрямки внутрішньої та зовнішньої політики, на яких ґрунтується бюджетна політика загалом.